# Cher
Cher, pseudonimo di Cheryl Sarkisian (El Centro, 20 maggio 1946), è una cantautrice, attrice, produttrice discografica e conduttrice televisiva statunitense.
Con oltre sessanta anni di carriera e una voce dal timbro particolare e subito riconoscibile, Cher è diventata un'icona della cultura pop e una degli artisti più famosi e di successo della storia contemporanea, con circa 100 milioni di dischi venduti nel mondo.
Durante la sua carriera, in cui ha anche recitato per il cinema e la televisione, ha ricevuto due candidature al Premio Oscar: come migliore attrice non protagonista per Silkwood (1983) e come migliore attrice protagonista per Stregata dalla luna (1987), aggiudicandosi la statuetta per quest'ultimo. Ha inoltre vinto un David di Donatello come migliore attrice straniera, il Prix d'interprétation féminine a Cannes, un Grammy Award, un Emmy Award, tre Golden Globe e un People's Choice Award per i suoi contributi nel cinema, nella musica e nella televisione. Nel 2018 è stata inoltre insignita del Kennedy Center Honors.
Cher è l'unica cantante che possa vantare almeno una canzone al numero 1 della Billboard Hot 100 in sei decenni differenti, dagli anni sessanta fino agli anni 2010. Il suo più grande successo, Believe (1998), con una vendita di oltre 10 milioni di copie, è il singolo più venduto da una cantante donna in Inghilterra ed il singolo più venduto del 1999.
Nel luglio 1999 Cher ha raggiunto la posizione 43 nel sondaggio di VH1 100 Greatest Women of Rock & Roll (le 100 più grandi donne del Rock & Roll), e nel settembre del 2002, a 56 anni, ha raggiunto la posizione 26 in quello delle artiste più sexy. In un sondaggio del 2001, la rivista A&E Biography ha classificato Cher come la terza migliore attrice di tutti i tempi, dietro a due dei suoi idoli di Hollywood, Katharine Hepburn e Audrey Hepburn.
Secondo la rivista americana Out Magazine, Cher è tra le 12 più grandi icone gay femminili di tutti i tempi.

## Biografia

### Origini e infanzia
Cheryl Sarkisian nasce a El Centro in California, il 20 maggio 1946. Suo padre, John Sarkisian (1926-1985), era un rifugiato armeno che lavorava come camionista, mentre sua madre Jakie Jean Crouch (1926-2022, in arte Georgia Holt), era un'aspirante attrice e modella di origini irlandesi, tedesche, inglesi. Dopo il divorzio dei suoi genitori, Cheryl vive con la madre un periodo di grosse difficoltà economiche.
Sua madre si risposa diverse volte, e dalla relazione con John Southall nasce Georganne. Entrambe le sorelle verranno successivamente adottate dal successivo marito di Georgia, Gilbert LaPierre, un banchiere da cui Cher e la sorella acquisiranno per ordine del giudice il secondo cognome.
Con i soldi guadagnati dalla madre, Cheryl segue alcune lezioni di recitazione, per aiutare la sua carriera. A causa di una grave forma non diagnosticata di dislessia, Cheryl lascia la Fresno High School all'età di 16 anni.

### Anni sessanta

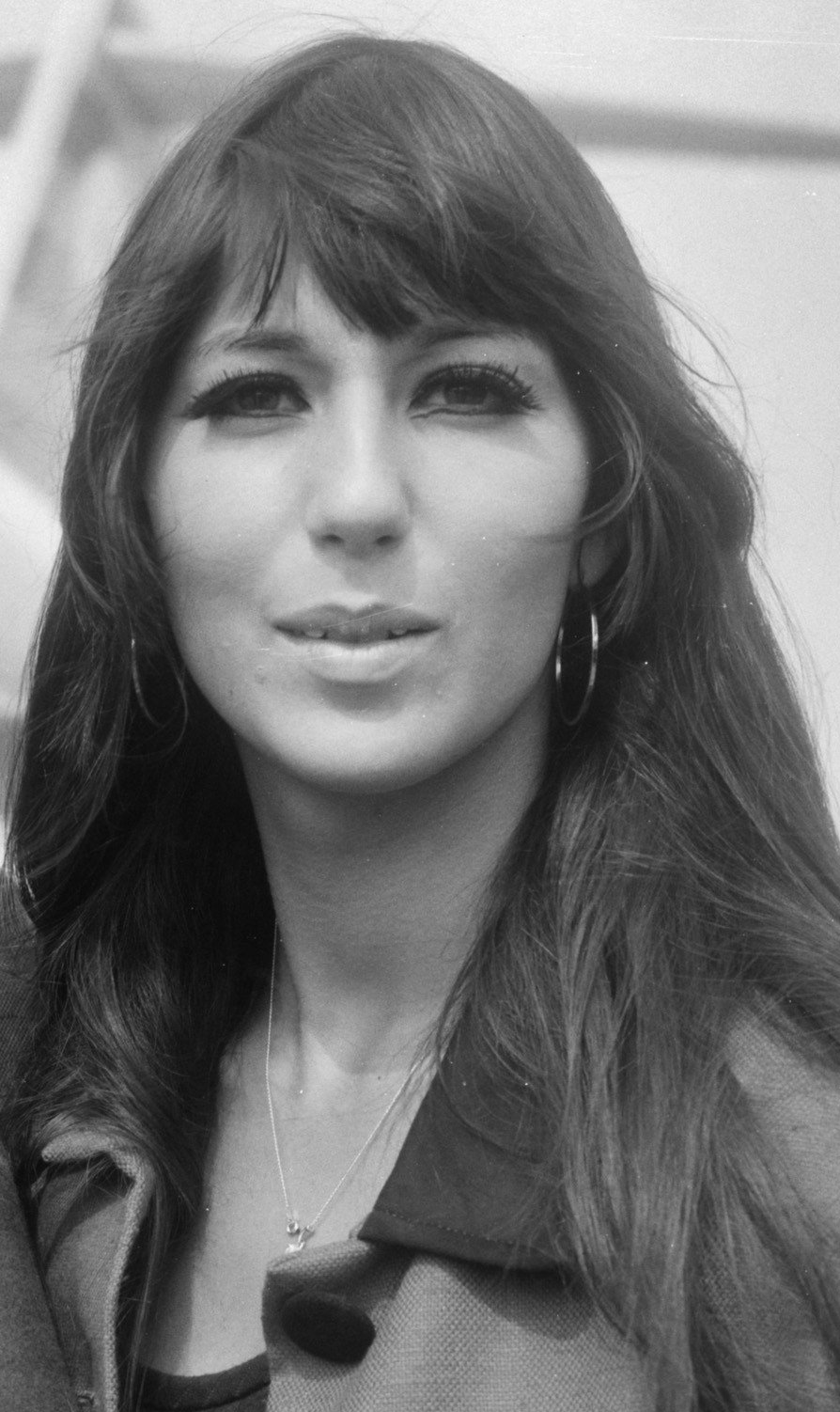
Cher nel 1966

Cher incontra per la prima volta Salvatore Bono, all'età di 16 anni in un bar di Los Angeles nel novembre del 1962. Bono, che a quell'epoca ha 27 anni, lavora per Phil Spector ai Gold Star Studios di Hollywood. Bono e Cher diventano presto amici, poi, dopo alcune vicende, la donna va a convivere con Bono all'insaputa della madre.
Casualmente, un giorno Cher segue Bono presso i Gold Star Studios e, durante una registrazione, viene messa al posto di una corista assente. La sua particolare voce attira l'attenzione di Spector: durante il 1964, a Cher viene assegnato il ruolo di corista, partecipando ad alcuni successi di quel periodo: Be My Baby del gruppo The Ronettes, Da Doo Ron Ron dei Crystals e You'Ve Lost That Lovin' Feelin del gruppo The Righteous Brothers. Dopo l'esperienza da corista, Cher con lo pseudonimo di Bonnie Jo Mason, incide "Ringo, I Love You", inno pro-Beatles che a causa di una certa ambiguità sessuale dal punto di vista canoro, non riceve alcun riscontro radiofonico. Il suo primo singolo, "Dream Baby", pubblicato sotto il nome di Cherilyn, viene passato nelle radio durante il 1964. Cher arriva per la prima volta in Italia, insieme a Sonny, nel settembre del 1966, dove assiste a un'udienza di Papa Paolo VI a Castel Gandolfo, a Roma.
Il duo tornerà in Italia l'anno successivo, a gennaio, per partecipare al Festival di Sanremo. La cantante si presenta nella gara canora in coppia con Nico Fidenco, presentando la ballata Ma piano (per non svegliarmi); la canzone, però, viene estromessa dalla gara per decisione della giuria; la stessa sorte tocca al Cammino di ogni speranza, canzone cantata in coppia con Sonny. Nello stesso anno, Sonny & Cher registrano svariate canzoni in versione italiana; Cher sperimenta la lingua italiana proponendo le nuove versioni di canzoni come Mama (When My Dollies Have Babies) (Mama) e You Better Sit Down Kids (Bambini Miei), entrambe hits in America, pubblicando i singoli e alcuni album in esclusiva per l'Italia.

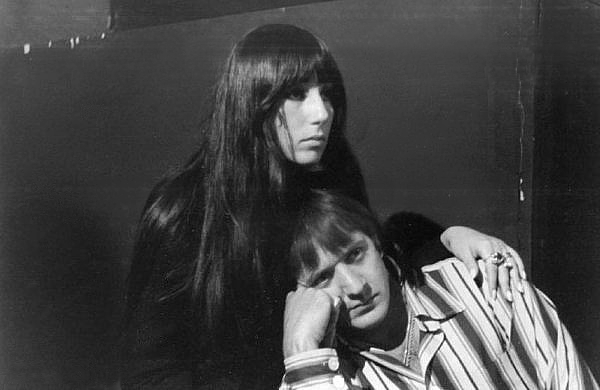
Sonny & Cher nel 1966

Nel frattempo, Bono continua a scrivere canzoni, che verranno incise dal duo sotto lo pseudonimo di Caesar & Cleo (Cesare e Cleopatra) nell'album Baby Don't Go. L'album contiene anche "Baby Don't Go", pubblicato da Bono e Cher con il nome Sonny & Cher, e che raggiunge la Top 10 nella classifica americana. Nell'agosto del 1965, Sonny & Cher realizzano il loro album di debutto, Look at Us raccogliendo un enorme successo sia in America sia in Gran Bretagna. Il primo singolo estratto dall'album "I Got You Babe" entra al numero uno della classifica inglese, scavalcando nomi quali Rolling Stones e Beatles. Lo stesso avviene qualche settimana più tardi in America. Nello stesso periodo, Sonny & Cher riescono a piazzare cinque pezzi nella Top 40 americana, dovuto al fatto che le loro apparizioni televisive diventano sempre più frequenti.
Nello stesso momento, Cher è pronta per lanciare una sua carriera da solista: incide All I Really Want to Do, album che raggiunge la posizione 16 di Billboard e che resta in classifica per circa sei mesi. L'album contiene la reinterpretazione di "All I Really Want to Do" di Bob Dylan, che diventa subito un successo, posizionandosi alla posizione 15 di Billboard. Nel 1966, Cher incide il suo secondo album The Sonny Side of Chér da cui viene estratto uno dei più grandi successi di quel periodo, Bang Bang (My Baby Shot Me Down). Sempre durante il 1966 Cher pubblica un altro album, chiamato semplicemente Chér. L'album non raggiunge il successo dei due precedenti, anche se contiene le hits "Alfie" e "Sunny", Top 10 in molti paesi europei. Con il suo inconfondibile stile nel vestire e nell'interpretare canzoni, con i suoi lunghi capelli neri, il suo trucco pesante e il suo ombelico scoperto, Cher diventa ben presto un'icona per la generazione hippy e per la cultura americana di quegli anni.
Nel 1966 viene pubblicato in Italia dall'etichetta Liberty, il primo LP di Cher, The Sonny Side of Chér sotto il nome di Cher sings Sonny Bono, Bob Dylan and others. L'album contiene sette canzoni da All I Really Want To Do e cinque da The Sonny Side of Chér. L'album contiene anche Bang Bang (My Baby Shot Me Down), la hit mondiale che ha venduto più di un milione di copie. La canzone, scritta da Sonny Bono, tocca la posizione 8 della Hit Parade italiana nel settembre del 1966. Svariati artisti ne ripropongono una loro versione, come ad esempio: Dalida, i Corvi, Milena Cantù e il gruppo Equipe 84. Bang Bang, in diverse proposte, diventa ben presto una delle canzoni di maggior successo in quell'anno, e uno dei simboli degli anni sessanta.

Cher al Festival di Sanremo 1967

Altri successi arrivano dal duo Sonny & Cher, ma le cose cominciano a prendere un'altra direzione. Nel 1967 "The Beat Goes On" raggiunge la posizione 6 della classifica Billboard, ma l'album In Case You're In Love, in cui è contenuto il brano, fallisce nella Top 40.
La moda musicale in quel periodo sta cambiando: subentrano nuovi strumenti e nuove mode, come ad esempio l'amore libero, l'uso di droghe e di alcolici. Sonny & Cher, contro qualsiasi forma di droga, restano in disparte a guardare il cambiamento perché Bono non è in grado di scrivere canzoni che stiano al passo coi tempi, i suoi motivi pop legati all'amore e alle relazioni personali non sono più in grado di entrare nelle classifiche. Bono per riportare la coppia al successo investe nel film Good Times, che si rivela un insuccesso; per promuovere ulteriormente il film la coppia registra anche una colonna sonora.
L'ultimo album di Cher ad entrare in classifica negli anni sessanta è With Love, Chér, ma i tentativi successivi sono un fallimento, segue infatti l'album Backstage, il primo album che non riesce ad entrare nelle classifiche.
Nel 1969, Bono scrive e produce appositamente per Cher, il film Chastity, per introdurla come attrice. Il film diretto da Alessio de Paola, si rivela un flop. Il progetto più ambizioso degli anni sessanta di Cher come solista, 3614 Jackson Highway, uscito nel 1969, si rivela un altro insuccesso dal punto di vista commerciale. La voce di Cher, però, mostra già maggiore maturità e la cantante propone ancora una volta le sue capacità poliedriche nell'interpretare successi di altri artisti. L'album è definito da molti critici, uno dei pezzi di maggiore successo in senso strettamente artistico.
Intanto il 4 marzo 1969, dalla coppia nasce Chaz Bono, unica figlia che Cher avrà da Bono.
Dopo i flop commerciali degli anni sessanta, la coppia inizia a fare concerti nei night club e negli hotel di Las Vegas. I due, durante le loro performance, alternano canzoni di altri artisti a degli sketch. Negli spettacoli, Cher interpreta la moglie che ha da ridire su tutto, mentre Bono è il destinatario dei suoi insulti. In realtà Bono controlla ogni aspetto della vita di Cher, dai lavori musicali, ai copioni usati negli show.

### Anni settanta

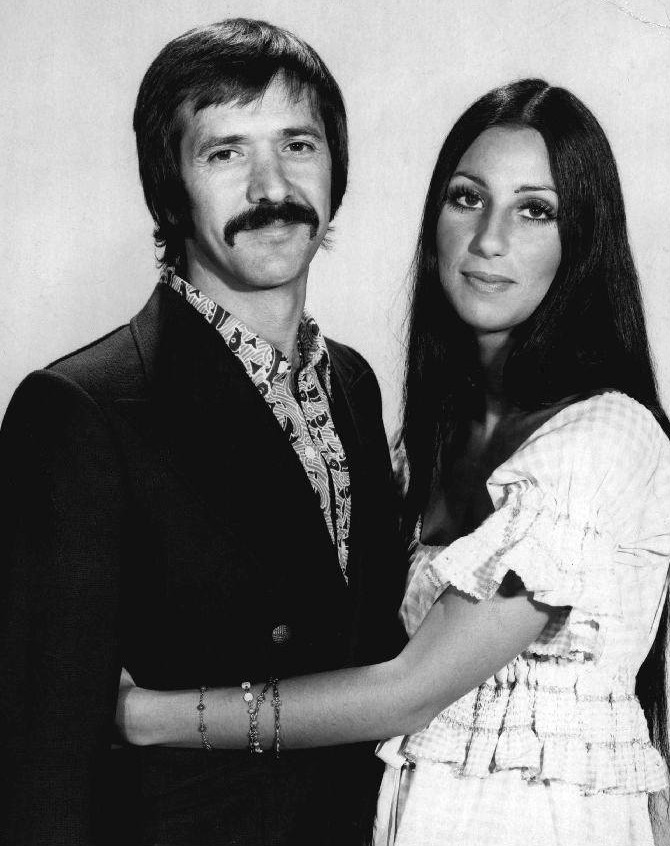
Sonny & Cher nel 1971

Nel 1970 alla coppia viene proposto il primo speciale televisivo "The Nitty Gritty Hour". Il programma, un mix di commedia
slapstick, sketch e musica dal vivo, viene ben accolto dalla critica. Dopo lo speciale, Sonny & Cher vengono notati dal presentatore televisivo Merv Griffin, che nel 1971, decide di farli partecipare per una settimana al suo "The Merv Griffin Show" sulla CBS-TV, attirando l'attenzione del direttore esecutivo Fred Silverman, che decide di stipulare un contratto con il duo. Il "The Sonny & Cher Comedy Hour" comincia il 1º agosto 1971 come sostituzione ad un altro programma serale, e diventa immediatamente un successo. I produttori inoltre decidono di spostare il programma in prima serata. Lo show entra nella Top 10 dei programmi più seguiti, e ci rimane fino al 1974.
Nel 1971 Sonny & Cher realizzano il loro primo album dal vivo, registrato a Las Vegas. Subito dopo Sonny & Cher registrano All I Ever Need Is You, album che contiene il pezzo omonimo: la canzone arriva alla posizione 7 e l'album alla posizione 14 della classifica Billboard nel 1972. Ora, all'età di 25 anni Cher riesce a stabilirsi come artista solista, pubblicando "Gypsys, Tramps & Thieves", sotto la direzione artistica di Snuff Garrett. 
Gypsys, Tramps & Thieves (singolo) arriva alla prima posizione in America per due settimane ed alla posizione 4 in Inghilterra, superando il milione di copie vendute. Il brano viene estratto dall'album Cher, ribattezzato Gypsys, Tramps & Thieves dopo il successo della canzone omonima, che vende più di un milione di copie e da cui viene pubblicata un'altra hit, "The Way Of Love", che arriva alla posizione 7 in America. Cher riesce a raggiungere la prima posizione in altre due occasioni, con le canzoni estratte dagli album Half-Breed (posizione 28 di Billboard e più di un milione di copie vendute) e Dark Lady. 
Dal primo album viene pubblicata la canzone autobiografica Half-Breed (singolo) che raggiunge la prima posizione della classifica americana nell'ottobre del 1973 per due settimane e dal secondo, l'ultimo grande successo, Dark Lady (singolo), che raggiunge di nuovo la prima posizione della Billboard Hot 100, vendendo più di mezzo milione di copie nel 1974.

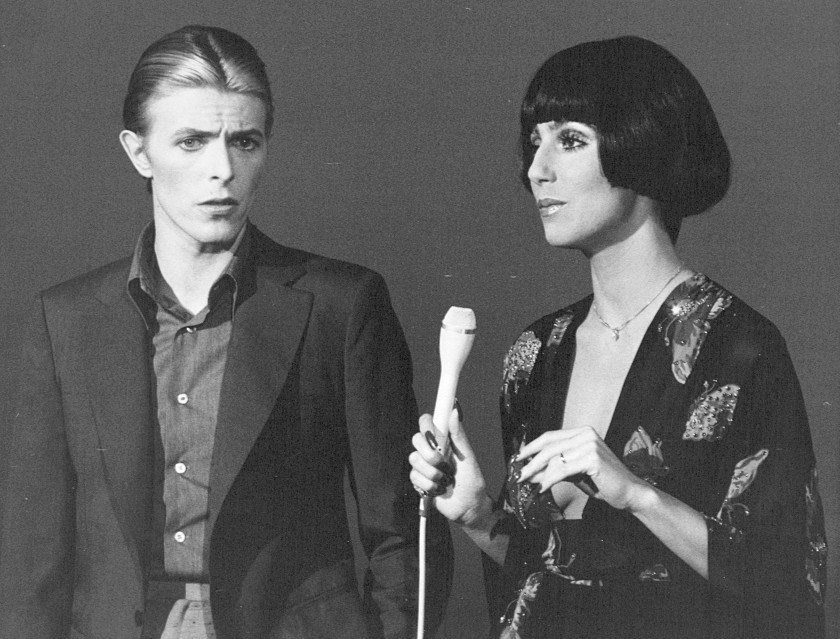
Cher e David Bowie nel 1975

Canzoni di enorme successo come "Gypsys, Tramps & Thieves", "Half-Breed" e "Dark Lady" vengono pubblicate in Italia, ma restarono fuori dalle classifiche. L'intera carriera televisiva, gli ultimi album pubblicati con Sonny e gli album pubblicati dalla Warner Bros. rimangono all'oscuro dell'Italia. Dalla terza stagione del "The Sonny and Cher Comedy Hour", il matrimonio di Sonny & Cher affonda e il duo si separa alla fine del 1974. Mentre lo show era ancora nella Top 10, i due divorziano (divorzio ufficializzato il 27 giugno 1975) e Cher riesce a vincere un Golden Globe per la sua performance nello show. Bono lancia il suo show, "The Sonny Comedy Revue", nell'autunno del 1974, mentre Cher annuncia che avrebbe presentato il suo nuovo varietà televisivo. Il programma di Bono viene improvvisamente cancellato, dopo solo sei settimane.

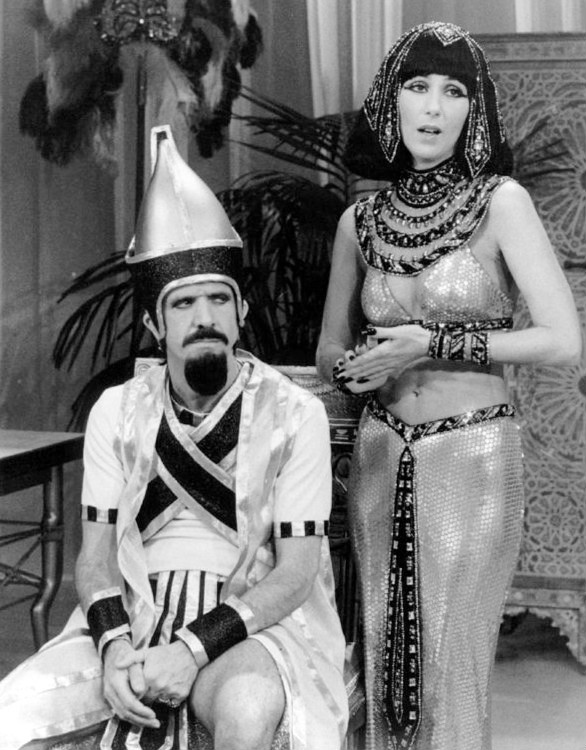
Sonny & Cher nel The Sonny and Cher Show (1977)

Il The Cher Show debutta come speciale televisivo il 16 febbraio 1975 con ospiti Flip Wilson, Bette Midler e Elton John. Cloris Leachman e Jack Albertson riescono entrambi a vincere un Emmy Awards per la loro apparizione come ospiti poche settimane dopo, e la serie riceve quattro nomination agli Emmy Awards lo stesso anno. La prima serie arriva alla posizione 22 della classifica di fine anno di Nielsen, ma dopo la seconda serie lo show viene cancellato.
Cher viene convinta a ritentare il successo nel duo Sonny & Cher nel 1976 con il "The Sonny & Cher Show": l'inizio sembra promettente, ma gli ascolti calano dopo la seconda serie. Tre giorni dopo che il divorzio con Bono viene ufficializzato, Cher sposa il musicista rock Gregg Allman, un membro fondatore del The Allman Brothers Band, il 30 giugno 1975. Dalla loro unione nasce Elijah Blue Allman, il 10 giugno del 1976. Il matrimonio è destinato a non durare a lungo, finisce infatti nel 1978 a causa dei problemi di droga di Allman. Dopo il secondo divorzio, nel 1979 Cherilyn fa cancellare all'anagrafe i suoi cognomi, Bono e Allman, diventando semplicemente Cher, senza alcun cognome o secondo nome.
La carriera musicale da solista continua per la prima volta senza alcuna influenza da parte di Bono, con la pubblicazione di alcuni album sperimentali e di poco successo sia di pubblico che di critica. Stars, in cui Cher mette tutta se stessa, raggiunge solo la posizione 153 in America, I'd Rather Believe in You e infine Cherished, prodotto da Snuff Garrett, che dovrebbe emulare i vecchi successi. Insieme a Gregg Allman, Cher incide Two the Hard Way, con lo pseudonimo di Allman & Woman, che rappresenta un altro insuccesso commerciale.
Cher nel 1978 appare nello speciale televisivo "Cher... Special" (con la partecipazione di Dolly Parton, nominata per un Emmy Awards) e "Cher... and other Fantasies" nel 1979. La penultima apparizione di Sonny & Cher insieme avviene nel "The Mike Douglas Show" nell'estate del 1979, dove il duo canta un medley di "United We Stand" e "Without You". La sua carriera prosegue pubblicando tre album sotto l'etichetta Casablanca Records tra cui l'album disco, Take Me Home. L'eco di "Take Me Home", in pieno fenomeno disco, giunge fino in Italia, ma la canzone omonima, una top 10 hit negli Stati Uniti e in Canada, resta fuori dalla classifica italiana. Dopo un breve tour promozionale Cher firma un contratto quadriennale con il Caesars Palace di Las Vegas, e inizia ad esibirsi dall'estate del 1979 per finire nell'estate del 1982 con lo show "A Celebration at Caesar's Place". Nel secondo album pubblicato dalla Casablanca Records, Prisoner, Cher appare virtualmente nuda, ricevendo le critiche da gruppi femministi.

### Anni ottanta
Nel 1980, all'età di 34 anni, Cher decide di fondare una band rock punk-new wave con l'allora fidanzato chitarrista Les Dudek; da questa idea nascono i Black Rose e un album che porta lo stesso nome. La presenza di Cher nella band non viene pubblicizzata, e il progetto si rivela un flop. Nel 1982, dopo aver sciolto i Black Rose, Cher registra un altro album da solista, intitolato I Paralyze. Anche con diverse apparizioni televisive, l'album viene ignorato dalla critica e non entra nelle classifiche.
A causa degli ultimi insuccessi musicali, Cher decide di espandere la propria carriera come attrice. I primi due film, Good Times e Chastity sono stati stroncati dalla critica. È inoltre difficile trovare un ingaggio, per molti Cher è un personaggio "troppo poco serio" per gli standard cinematografici, ed è "troppo cantante" per potersi cimentare in qualche ruolo sul grande schermo.
Dopo essersi trasferita a New York nel 1982, Cher riesce ad ottenere un provino da Robert Altman che la ingaggia a Broadway in Come Back To The Five And Dime, Jimmy Dean, Jimmy Dean, e dopo, nello stesso anno per la trasposizione cinematografica. La sua interpretazione di Sissy viene acclamata dalla critica, e viene nominata ai Golden Globe. Successivamente Mike Nichols le offre la parte di Dolly nel film Silkwood, accanto a Meryl Streep e Kurt Russel. La sua interpretazione della compagna di stanza lesbica di Meryl Streep, la porta alla prima candidatura all'Oscar. Per lo stesso film, vince un Golden Globe come migliore attrice non protagonista. Il ruolo successivo, nel 1985, le viene offerto da Peter Bogdanovich nel film Dietro la maschera. Per questo ruolo Cher riceve il premio per la migliore interpretazione femmininile al Festival di Cannes e una nomina ai Golden Globe.
Il 22 maggio 1986, Cher appare per la prima volta nel programma Late Night with David Letterman. Durante la pre-intervista con i produttori dello show, Cher si riferisce al presentatore David Letterman con un termine dispregiativo, quando le viene chiesto come mai aveva rifiutato di presentarsi le precedenti volte. In seguito il presentatore le chiede durante l'intervista come mai aveva rifiutato le volte precedenti. Mentre Cher stava pensando ad una risposta appropriata, Letterman cerca di essere più insistente, dicendogli "Perché tu pensavi..." con cui lei rispose "...che tu eri uno stronzo". Cher ha subito ricevuto fischi e risate dal pubblico per l'osservazione, tuttavia, Letterman rise per l'intervento e andò avanti.

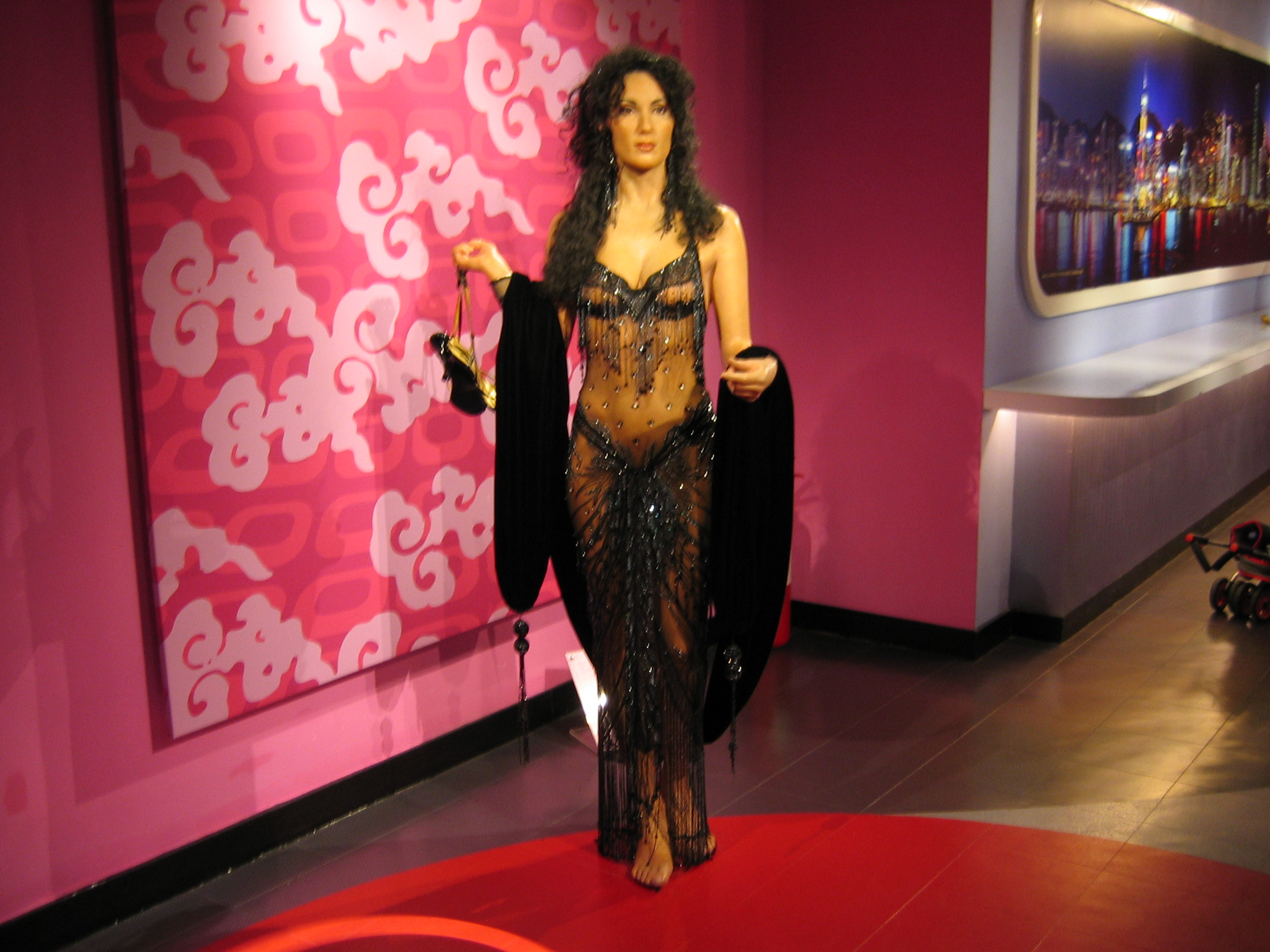
Statua di cera raffigurante Cher con indosso il celebre vestito che sfoggiò durante la cerimonia dei Premi Oscar 1988

Nel 1987 Cher recita in tre film differenti: Le streghe di Eastwick, Suspect - Presunto colpevole e infine Stregata dalla luna, per la regia di Norman Jewison. Per la sua ultima performance vince l'Oscar come migliore attrice in una commedia e il People's Choice Award come favorita star femminile. Cher recupera l'attenzione in Italia nel 1988, oltre all'Oscar per Stregata dalla Luna, riceve il David di Donatello come miglior attrice straniera. Altri film furono Dietro La Maschera, Le Streghe di Eastwick e Suspect - Presunto Colpevole, che hanno ottenuto un grande successo di pubblico; nella stagione 1987-88 Le Streghe di Eastwick e Stregata Dalla Luna riescono ad entrare nella classifica dei cento film di maggior incasso, rispettivamente alle posizioni 10 e 13. Ancora oggi vengono riproposti nei palinsesti televisivi italiani, un esempio è Suspect - Presunto Colpevole, che durante la sua messa in onda ha battuto le trasmissioni condotte da Pippo Baudo e Mike Bongiorno.
All'età di 41 anni, Cher, aiutata dal A&R John Kalodner, decide di tornare alla musica con un album AOR, dal nome Cher. Cher firma un contratto con la Geffen Records per la pubblicazione di tre album, con la partecipazione di scrittori e musicisti come Diane Warren, Jon Bon Jovi, Richie Sambora, Desmond Child, Mark Mangold e Michael Bolton. L'album diventa il suo più grande successo, vendendo 3 milioni di copie nel mondo, e venendo certificato Platino in America. Lo stesso anno, Cher lancia il suo primo profumo "Uninhibited", che nel corso degli anni diventa un raro item da collezionisti.

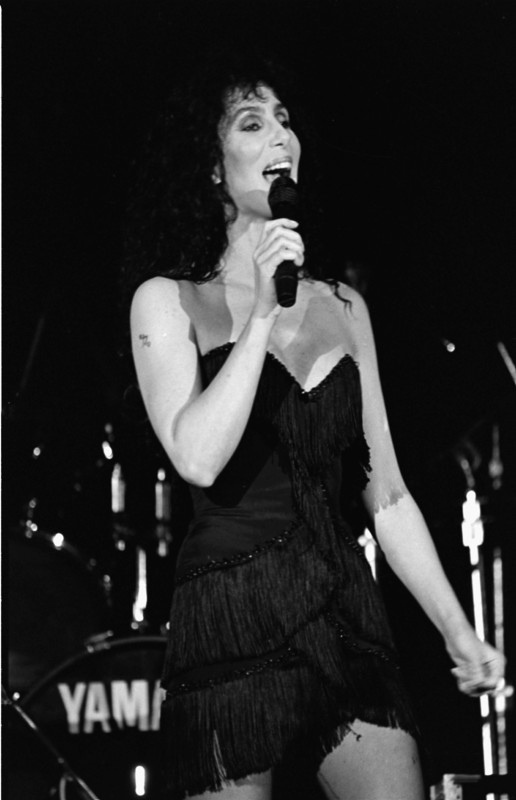
Cher si esibisce alla Pediatric AIDS Foundation nel 1989

Nel 1989 Cher pubblica l'album Heart of Stone. L'album viene inizialmente pubblicato con una immagine in cui Cher è seduta di fronte a un cuore fatto di pietra, creando l'illusione di un teschio; successivamente l'immagine viene sostituita da una meno controversa. Heart of Stone diventa al tempo il suo più grande successo, vende più di 4.5 milioni di copie nel mondo. Dall'album vengono pubblicati diversi singoli. Il più grande successo If I Could Turn Back Time, che arriva nella Top 3 in America, viene accompagnato da un video controverso. Cher nel video indossa un vestito trasparente, che rivela il tatuaggio di una farfalla nelle sue natiche, e balla in una nave colma di marinai. Molti canali televisivi si rifiutano di mandare in onda il video, per la presenza di nudo parziale. MTV successivamente manderà in onda una versione censurata solo dopo le 9 di sera. If I Could Turn Back Time raggiunge la posizione 15 della classifica italiana e resta in Top 20 per otto settimane consecutive, in parte anche a causa del video controverso messo in onda dalle reti di Video Music.
Cher inizia gli anni novanta con il suo primo tour da solista, l'Heart of Stone Tour che la porta di nuovo in concerto dopo otto anni in America, in Australia e nelle Isole Britanniche, riscuotendo il tutto esaurito nella maggior parte dei posti visitati. Una data di un suo concerto viene girata nell'hotel The Mirage, a Las Vegas e proposto dalla CBS come speciale televisivo. Successivamente il concerto viene pubblicato in VHS, e poi nel 2005 in DVD.

### Anni novanta
Nel 1990 Cher ottiene il ruolo da protagonista nel film Sirene. Il film ottiene recensioni positive da parte dei critici nonostante il modesto successo al botteghino. Cher contribuisce alla colonna sonora del film, registrando Baby I'm Yours e The Shoop Shoop Song (It's in His Kiss). La canzone arriva solo alla posizione 33 in America, mentre in Europa diventò il suo più grande successo internazionale fino a quel momento, vendendo più di 6 milioni di copie (restando però semi-sconosciuta in Italia).
Nel 1991 Cher completa il contratto con la Geffen pubblicando l'album Love Hurts. L'album ha un grande impatto in Europa e nel resto del mondo, debuttando alla prima posizione nel Regno Unito e standoci per sei settimane consecutive. Rispetto ai due album precedenti, Love Hurts riceve meno attenzioni in America. Inizialmente l'album in Europa viene pubblicato con la stessa cover americana, che dopo viene sostituita dall'immagine di Cher con una parrucca rossa. Per promuovere ulteriormente l'album Cher intraprende il Love Hurts Tour, che visita per la prima volta vari Paese europei, ma non l'Italia, anche se era stata prevista una tappa Roma, annullata per gli alti costi del tour per i promotori italiani.. Nello stesso periodo pubblica anche due VHS di programmi sul fitness, "Cherfitness: A New Attitude" e "Cherfitness: A Body Confidence".
Nel 1992, completa i suoi successi con la Geffen pubblicando la raccolta Greatest Hits 1965-1992 solo per il mercato europeo. L'album raggiunge la prima posizione in Inghilterra, e ci resta per sette settimane non consecutive, e inoltre raggiunge la Top 10 in alcuni paesi europei. Dopo il "Love Hurts Tour" e la promozione del Greatest Hits, le viene diagnosticata una sindrome cronica da fatica, portata da un virus chiamato Epstein-Barr. Durante questo periodo, Cher fa poche apparizioni in pubblico e promuove una linea di cosmetici per l'amica Lori Davis e il dolcificante Equal. Robert Altman, la ripropone come guest star in due film tra il 1993 e il 1994, I protagonisti e Prêt-à-Porter.
Cher firma un contratto con la Warner Bros. nel 1995 e in Europa pubblica It's a Man's World, album composto maggiormente da cover pop rock di vecchi successi di artisti maschili. L'album in Inghilterra arriva alla posizione 10 della classifica. In America invece It's A Man's World viene pubblicato nel 1996 e presentato al pubblico in una veste remixata e riesce ad arrivare solo alla posizione 64 di Billboard. Nel 1995 Cher ritorna dopo anni nelle classifiche italiane con l'album It's a Man's World e con il singolo One by One. Nel febbraio 1996 fa ritorno a Sanremo, interpretando One by One e Walking In Memphis e promuovendo il suo nuovo album. It's a Man's World, raggiunge la posizione 16 della Hit Parade, e a fine anno, raggiunge la posizione 72 nella Top 100 degli album più venduti.
Nel 1996 Cher si ripresenta come attrice nella commedia Infedeli per sempre, che si rivela un flop al botteghino. Nello stesso anno, partecipa al film controverso Tre vite allo specchio che ha come tema l'aborto e che si divide in tre storie: l'ultimo episodio viene diretto e interpretato dalla stessa Cher, che ottiene una nomina ai Golden Globe come migliore attrice non protagonista.

La stella di Sonny & Cher nella Hollywood Walk of Fame

Cher è a Londra nel gennaio 1998 quando riceve una chiamata da sua figlia Chastity, che le dà la notizia della morte del padre in un incidente sciistico sulle montagne di Aspen. Bono aveva 62 anni. Al tempo della sua morte, era un noto politico della California ed era sposato con Mary Bono, sua quarta moglie. Anche se Sonny & Cher erano divorziati da circa 23 anni, erano rimasti amici, e per questo Cher viene scelta per leggere l'elogio funebre. Durante l'elogio, trasmesso in televisione, chiama Bono "Il personaggio più indimenticabile che io abbia mai incontrato". Dopo questo Cher appare nello speciale della CBS, Sonny and Me: Cher Remembers come tributo per Bono. Nel 1998 Sonny & Cher ricevono una stella nella Hollywood Walk of Fame per la televisione. Cher appare all'evento con Mary Bono, che accetta il premio a nome di suo marito. Nel 1998 la sua presenza viene richiesta in Italia nella serata di premiazione dei Telegatti nello stesso anno.
Nel novembre 1998 pubblica la canzone Believe, che entra al numero uno in ventitré paesi diversi. Nel gennaio 1999, il singolo arriva alla prima posizione della classifica Billboard e ci resta per quattro settimane, diventando così il suo quinto singolo ad arrivare in prima posizione. All'età di 53 anni, Cher è la cantante donna più anziana ad essere presente in classifica, ed entra nel primato per avere almeno una canzone nelle top ten mondiali in quattro decenni differenti (anni sessanta, settanta, ottanta, novanta). Nel Regno Unito, Believe resta alla prima posizione per sette settimane, diventando la canzone più venduta di una donna nella storia della musica inglese. L'album omonimo diventa rapidamente un best seller in tutto il mondo, piazzandosi alla posizione 4 in America e alla posizione 8 in Inghilterra. Secondo le stime successive, l'album ha venduto più di 20 milioni di copie in tutto il mondo, diventando l'album più venduto nella carriera di Cher. Nell'ottobre del 1998, l'album Believe venne pubblicato anche in Italia. Cher appare in uno dei programmi serali più visti, Carràmba che sorpresa, presentato da Raffaella Carrà. Dopo la promozione, il singolo alla fine dell'anno si trova alla prima posizione della classifica. Believe resta alla prima posizione per undici settimane, portando l'album omonimo nella Top 10, alla posizione 6, e facendogli vendere più di 300 000 copie. Anche i singoli successivi diventano popolari, Strong Enough, nel marzo del 1999, raggiunge la posizione 11 della classifica italiana, riscuotendo successo radiofonico e nelle discoteche. A febbraio, Cher ritorna a Sanremo, dove reinterpreta Believe, acclamata da 16 milioni di telespettatori; le vendite dell'album incrementano di 50 000 copie. Nell'estate del 1999 anche All or Nothing riscontra un buon successo radiofonico.
Cher alla fine del 1998, pubblica anche la sua autobiografia, The First Time. Nello stesso periodo, viene chiamata al Super Bowl per interpretare The Star Spangled Banner, l'inno americano. Cher partecipa anche al "VH1 Divas Live 2". Nelle sale intanto esce Un tè con Mussolini di Franco Zeffirelli, che vede Cher a fianco di Maggie Smith, Joan Plowright e Judi Dench. Il 30 novembre 1999, pubblica The Greatest Hits, pubblicato fuori dall'America, a causa della pubblicazione di If I Could Turn Back Time: Cher's Greatest Hits l'anno precedente solo per l'America. Sempre nel 1998 viene pubblicato The Greatest Hits, insieme al singolo Dov'è L'Amore. La raccolta tocca la posizione 11 della chart e il singolo raggiunge la posizione 10. Alla fine dell'anno l'album Believe è tra i più venduti del 1999, The Greatest Hits è invece alla posizione 52; il singolo Believe si piazza alla posizione 2 dei più venduti, "Dov'è l'amore" al 54 e "Strong Enough" al 68. In concomitanza con il successo mondiale di Believe, Cher decide di tornare a cantare dal vivo: nel giugno del 1999, intraprende il Do You Believe? Tour, che diventa al tempo il suo tour più di successo. Alla fine di questo anno, Cher, per la prima volta nella sua carriera, tocca l'Italia con un suo tour. La notizia viene resa nota a luglio, ed il concerto previsto per l'8 di novembre, ma la data viene anticipata. Il 4 novembre il Do You Believe? Tour fa tappa al Mediolanum Forum di Milano davanti a più di 7000 persone.
Nel febbraio 2000, Cher vince il suo primo Grammy Award come Miglior Canzone Dance per la hit Believe, dopo essere stata nominata in altre quattro categorie, incluso "Album dell'anno".

### Anni duemila
Nel 2000 Cher pubblica un album indipendente di musica rock alternativa not.com.mercial, venduto solo su internet e sul suo sito web. Il lavoro contiene dieci brani tra cui otto scritti dalla stessa cantante nel 1994, mentre era ritirata in Francia. L'album è stato scartato dalle etichette musicali perché considerato "non commerciale", da questo ne scaturì il nome dell'album. Nello stesso anno viene presentata nuovamente la "Barbie Cher" dopo i primi modelli degli anni settanta fabbricati dalla Mego Corporation. La bambola, il cui vestito viene disegnato da Bob Mackie, venne pubblicizzata dalla stessa Cher nel telefilm "Will & Grace" durante la puntata "Zingari, travestiti e... erba".
Alla fine del 2000 Cher registra un duetto con Eros Ramazzotti, "Più che puoi", cantato per metà in inglese e per metà in italiano. La canzone ottiene un successo sia dalla critica che dal pubblico. Estratto da Stilelibero di Ramazzotti come terzo singolo, raggiunge la posizione 20 nel 2001.

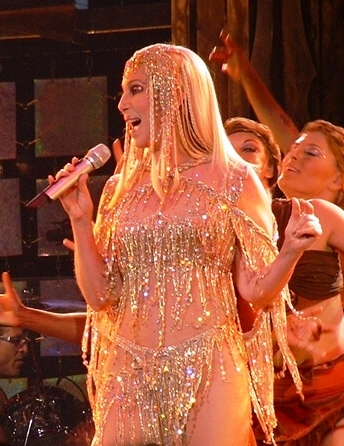
Cher durante l'esecuzione di Believe al Farewell Tour a Parigi

Nel 2001 Cher torna in sala di registrazione per lavorare ad un album, che prende il nome di Living Proof, e segue lo stile dance-pop del precedente Believe. Lei stessa, in alcune interviste, riferirà: "Penso di aver cantato meglio in questo album che in tutti quelli della mia carriera". Living Proof viene pubblicato in Europa a metà novembre 2001 ed a febbraio 2002 in America. L'impatto commerciale è diverso rispetto a Believe e l'album fallisce nella Top 40 in molti paesi europei. In mancanza di sponsorizzazione successiva, l'album esce dalle classifiche alla fine del 2001. In America invece l'album debutta alla posizione 9 in aprile, la sua posizione di debutto più alta mai raggiunta nella classifica Billboard. L'album Living Proof, nel maggio 2002, viene certificato disco d'oro, avendo venduto 500 000 copie in America e viene nominato per due Grammy.
Il primo singolo estratto, The Music's No Good Without You viene messo in commercio solo in territorio europeo. Cher parte per un tour promozionale per tutta Europa, presentando il singolo in diversi palinsesti televisivi. La Warner Bros. europea pubblica solo un singolo successivo, Alive Again, che viene utilizzato per i Giochi olimpici invernali in Germania. Nel gennaio del 2002 Cher si concentra sulla sponsorizzazione del primo singolo estratto in America, "Song for the Lonely", dedicato alla tragedia dell'11 settembre. La canzone arriva alla prima posizione della classifica "Hot Dance Club Songs". Nel mese di maggio 2002 Cher presenta il secondo singolo estratto da Living Proof, A Different Kind Of Love Song all'"American Bandstand 50th Anniversary Special" sulle reti ABC e apparendo come guest-star per la seconda volta in "Will & Grace", interpretando Dio in coppia con Jack e cantando un piccolo pezzo della canzone. Sia "A Different Kind Of Love Song" che "When The Money's Gone", raggiungono la prima posizione nella classifica "Hot Dance Club Songs".
Cher torna in Italia alla fine del 2001 con The Music's No Good Without You e l'album Living Proof: l'attenzione dei media si posa immediatamente su di lei durante tutto novembre e dicembre. Cher presenta il suo nuovo lavoro a Torno Sabato di Panariello e a Domenica In, condotta da Carlo Conti. La canzone ha subito un ottimo successo radiofonico, arriva alla posizione 6 della classifica italiana restandoci per alcune settimane. L'album invece, entra alla posizione 27, per poi uscire dalla Top 50 dopo solo tre settimane di permanenza.
Il 23 maggio, Cher partecipa per la seconda volta allo speciale televisivo di VH1, VH1 Divas Las Vegas e nel frattempo, ottiene una parte nel film dei fratelli Farrelly, Stuck On You. Alla fine del 2002, Cher viene premiata con il Lifetime Achievement Award di Billboard, premio prestigioso per i suoi 40 anni di carriera, e con il Dance Club Play Artist of the Year per i suoi successi nell'ambito della musica dance. In giugno, Cher inizia il Living Proof: The Farewell Tour; partito con solo trenta date americane, questo tour durerà tre anni, coprendo innumerevoli volte le città americane e toccando l'Europa e l'Australia nel 2004. Una delle tappe del tour viene registrata dalla NBC e verrà messa in onda l'anno successivo ottenendo un grande successo, con 17.3 milioni di spettatori.

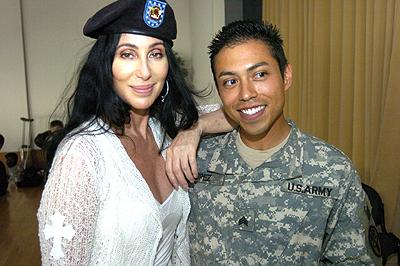
Cher nel 2006 al Landstuhl Regional Medical Center, Germania

In scadenza di contratto, la Warner Bros. americana decide di creare un nuovo greatest hits. Il 12 aprile The Very Best of Cher debutta direttamente alla posizione 7 di Billboard con 122 000 copie vendute, diventando l'entrata più alta della cantante nelle classifiche americane. Nelle settimane successive il disco sale nella Top 5 raggiungendo la posizione 4, e rimanendoci per due settimane. Nel luglio 2003, la compilation viene certificata disco di platino, avendo venduto un milione di copie. Nel 2003 il The Very Best of Cher ha raggiunto le due milioni di copie vendute. La strategia del "The Farewell Tour", che ha toccato con successo l'Europa nel 2004, non ha compreso l'Italia che è rimasta tagliata fuori dalle ultime esibizioni della cantante. La raccolta The Very Best of Cher, che ha venduto milioni di copie anche con poca sponsorizzazione, è stata ugualmente pubblicata in Italia senza nessun riscontro commerciale.
Dopo alcuni anni di assenza dalle scene, il 7 febbraio 2008, Cher all'età di 61 anni ha confermato che per tre anni e per quattro volte la settimana sarebbe rimasta al Colosseum del Caesars Palace di Las Vegas per duecento concerti. Dopo tre giorni dall'annuncio del suo tour, il 10 febbraio Cher ha fatto una breve comparsa ai Grammy Awards, introducendo l'esibizione di Tina Turner e di Beyoncé.
Nel maggio 2008 è apparsa in una puntata speciale del The Oprah Winfrey Show per discutere i suoi nuovi show, e per fare un'anteprima dello spettacolo, con la canzone Take Me Home. Durante il programma Cher ha anche cantato Proud Mary con Tina Turner. Lo show Cher at the Colosseum ha debuttato il 6 maggio 2008. Per il suo ritorno Cher è stata pagata 60 milioni di dollari. Lo spettacolo include diciotto ballerini, quattro trapezisti e molteplici costumi disegnati da Bob Mackie. Le coreografie sono dirette da Doriana Sanchez che ha lavorato già in passato con Cher per i suoi maggiori tour.
Cher ha iniziato a riesibirsi di nuovo nel febbraio del 2009, dopo aver cancellato gli ultimi show del 2008 a causa di malattia, ha inoltre dichiarato di avere il "Vegas throat" (mal di gola di Las Vegas). Il 5 febbraio del 2011, dopo 192 spettacoli, Cher ha terminato i tre anni di concerti presso il "The Colosseum at Caesars Palace".

### Anni duemiladieci e duemilaventi
L'8 novembre, 2010 le è stato assegnato il premio "Glamour's Woman of the Year Lifetime Achievement award", mentre dieci giorni dopo è stata immortalata mentre metteva le sue impronte nel cemento di fronte al Grauman's Chinese Theatre di Hollywood.

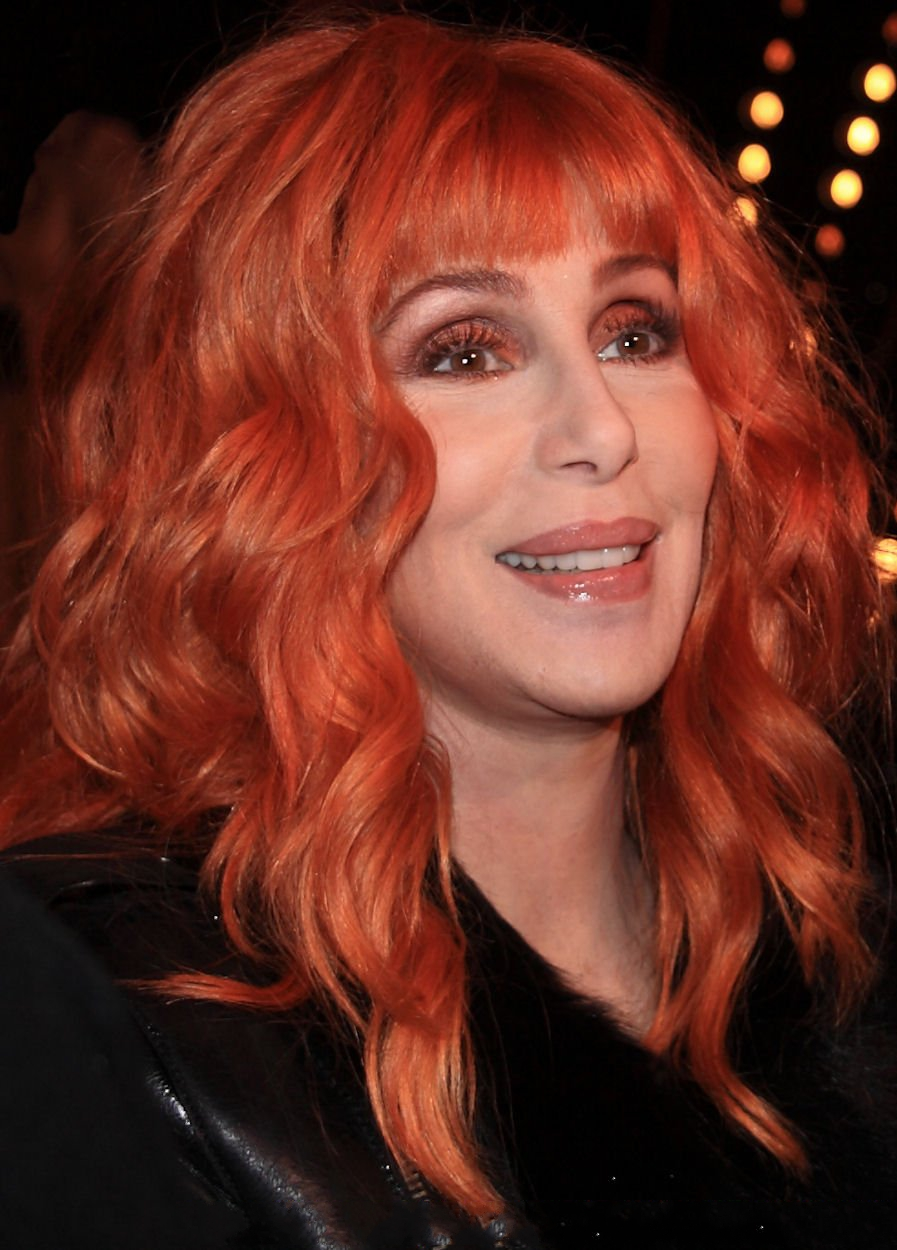
Cher alla prima del film Burlesque nel 2010, all'Empire Cinema di Londra

Nel 2010 ha partecipato alle riprese del film musicale Burlesque, con protagonista Christina Aguilera. Negli Stati Uniti il film è stato distribuito il 24 novembre 2010 dalla Screen Gems ed è stato accompagnato dall'omonima colonna sonora, per la quale ha registrato due brani, Welcome To Burlesque e You Haven't Seen the Last of Me. Quest'ultima è arrivata al primo posto nella classifica Billboard americana "Dance/Club Play Songs". You Haven't Seen the Last of Me ha vinto nel 2011 il Golden Globe per la migliore canzone originale, mentre Cher è stata nominata come Peggior attrice non protagonista durante i Razzie Awards. Oltre a Burlesque, Cher ha partecipato al film Il signore dello zoo, dando la voce a una leonessa.
Il 22 novembre 2012 Cher annuncia su Twitter il suo ritorno sulle scene con la club banger dance Woman's World prodotta da Paul Oakenfold primo singolo estratto dal suo nuovo album. Il singolo esce il 18 giugno 2013, presentato dalla stessa Cher nella finale del programma TV The Voice. Il video del singolo, diretto da Ray Kay, viene pubblicato sul canale YouTube della cantante il 21 agosto e in pochi giorni supera 1 milione di visualizzazioni. Il nuovo album intitolato Closer to the Truth, esce il 24 settembre 2013. L'album si classifica subito al 3 posto della Billboard 200, un grande risultato per la popstar. Il 4 ottobre viene pubblicato il secondo singolo estratto dal nuovo album, I Hope You Find It una ballad che Cher presenta in vari show tra cui il David Letterman Show e The X Factor.

L'8 ottobre 2013 Cher è l'ospite internazionale del concerto di Gianni Morandi trasmesso da Canale 5 Gianni Morandi - Live in Arena, in diretta appunto dall'Arena di Verona. Dopo essersi esibita con Morandi sulle note della sua hit degli anni sessanta Bang Bang, Cher si esibisce col nuovo singolo Woman's World, grazie anche alla sua presenza il programma ha un picco d'ascolti e la seconda parte del concerto ottiene più successo della prima, trasmessa la serata precedente sempre su Canale 5. Nella sua permanenza in Italia registra inoltre un'intervista con Silvia Toffanin che andrà in onda nel suo programma Verissimo, un'intervista con Linus e Nicola Savino nel programma radiofonico Deejay chiama Italia e una breve intervista anche per RTL 102.5.

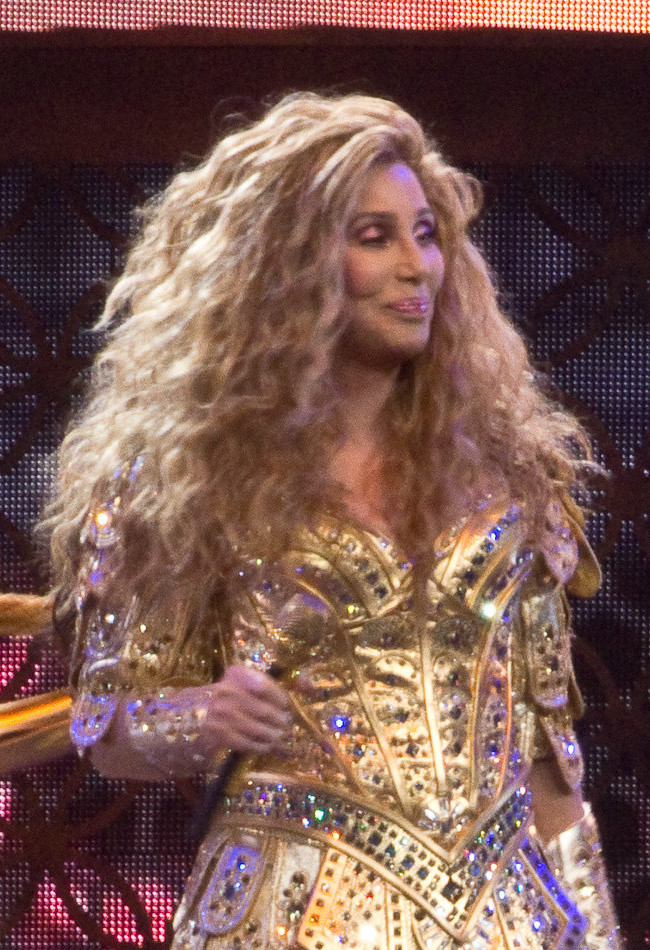
Cher durante il Dressed to Kill Tour nel 2014

Il 22 marzo 2014 è partito da Phoenix, in Arizona, negli Stati Uniti il suo Dressed to Kill Tour, in supporto all'album Closer to the Truth, che si è concluso dopo 49 concerti, a San Diego l'11 luglio 2014. L'8 febbraio 2017 è partito il suo nuovo residency show in collaborazione con AEG Live intitolato Classic Cher che la vedrà esibirsi in 30 concerti tra il Monte Carlo Resort and Casino di Las Vegas e il teatro del MGM National Harbor di Washington fino al diciassette novembre 2018.
Il 21 maggio 2017 ha partecipato ai Billboard Music Awards dove ha ricevuto un premio alla carriera, l'Icon Award, e dove si è esibita a 71 anni compiuti, con un look osé, nei suoi due successi storici Believe e If I Could Turn Back Time. Nel 2018 esce il film Mamma Mia! Ci risiamo nel quale Cher interpreta Ruby Sheridan. Il 28 settembre 2018 esce il ventottesimo album in studio della cantante, Dancing Queen, contenente cover di brani degli ABBA. Per anticiparne l'uscita, è stato pubblicato un singolo promozionale, la cover di Gimme! Gimme! Gimme! (A Man After Midnight).
Nel 2020 viene pubblicato il singolo Chiquitita, cover degli ABBA in lingua spagnola, i cui profitti sono destinati all'organizzazione UNICEF. Cher inoltre, durante tutta la fine del 2020, è stata particolarmente attiva per la campagna presidenziale di Joe Biden, pubblicando due singoli e partecipando a vari comizi. Nell'ottobre 2022, all'età di 76 anni, prende parte come modella alla sfilata di Balmain. Il 6 ottobre 2023 pubblica il singolo DJ Play a Christmas Song, che anticipa l'uscita dell'album natalizio Christmas.

## Vita privata
Nel 1962 Cher conosce il cantante Sonny Bono. La coppia si sposa nel 1964 ed ha una figlia, nata il 4 marzo 1969 con il nome di Chastity Sun Bono, e che nel maggio 2010 ha completato il percorso del cambio di sesso, diventando a tutti gli effetti Chaz Bono. Sonny e Cher divorziano nel 1975, dopo 11 anni di matrimonio, pur rimanendo in buoni rapporti. Nello stesso anno, Cher sposa Gregg Allman e il 10 luglio 1976 nasce il figlio Elijah Blue Allman. Si separano nel 1977 e divorziano nel gennaio 1979.
Dal 2022 ha una relazione con il discografico Alexander "AE" Edwards.

## Profilo vocale
Cher ha un timbro vocale da Contralto lirico con un'estensione di 3 ottave e tre toni (C3-E5-F6).

## Immagine e popolarità

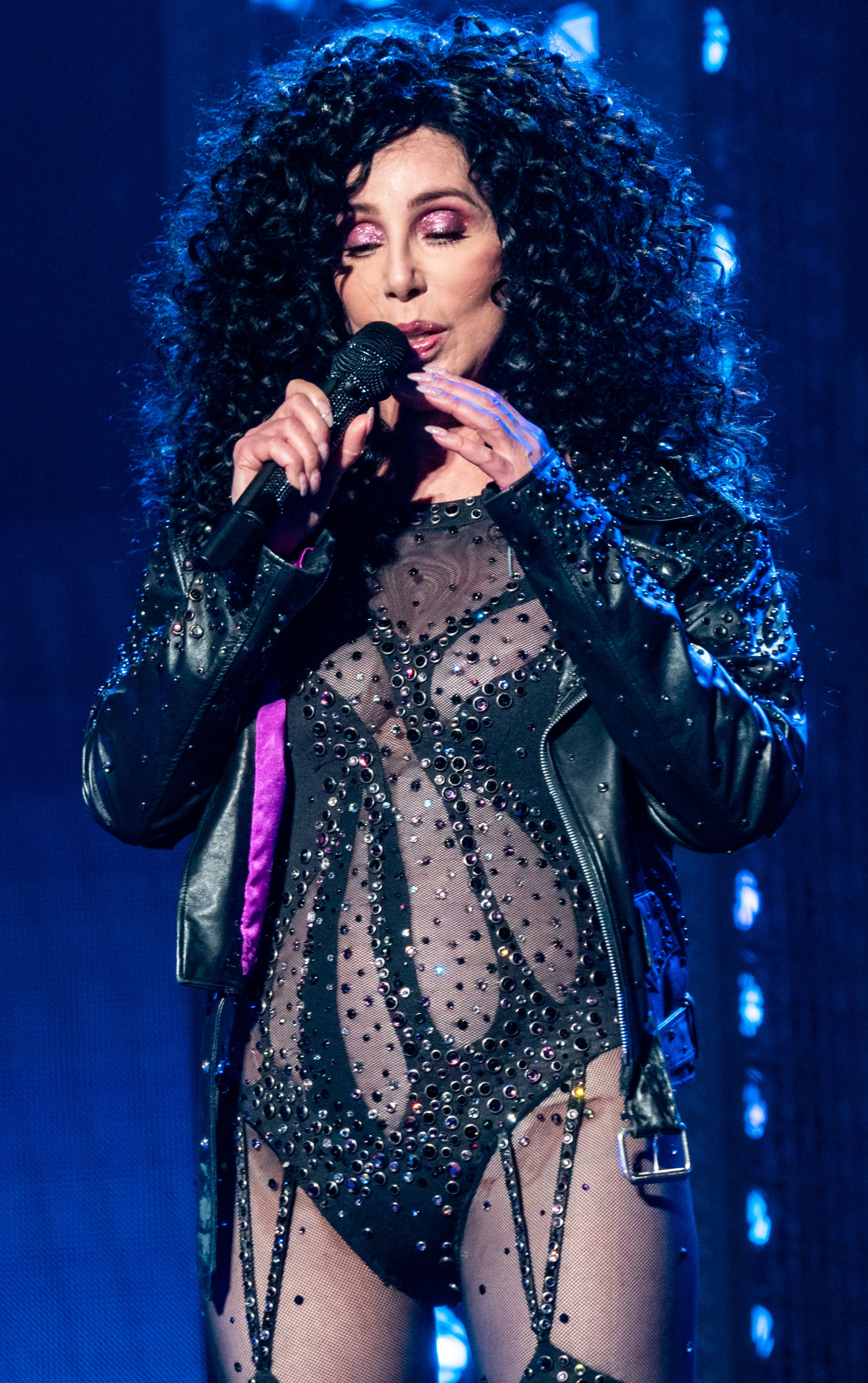
Cher in concerto nel 2019

Il legame tra Cher e la cultura popolare è stato a lungo discusso. Su se stessa ha dichiarato "Cantanti, non consideratemi una cantante e attori, non consideratemi un'attrice", nonostante abbia avuto successi in entrambi i campi. Cher è molto rispettata per la sua longeva carriera e per il fatto che riesca a tornare sulle scene dopo esser stata criticata dai giornalisti. Cher è stata anche definita "una stilista più che una musicista".

### Influenze
Durante i primi anni della sua carriera Cher, che fu un modello per la moda del tempo, era popolare grazie ai suoi lunghi e lisci capelli neri, ai pantaloni a zampa di elefante e per il fatto di essere stata una delle prime donne ad esporre l'ombelico in televisione. Infatti nel 1970 il suo stato di sex symbol spinse il suo stilista Bob Mackie a creare degli abiti che le lasciassero scoperte alcune parti del corpo.
Cher tornò a far parlare di sé nel 1989, anno in cui venne filmato il video per il singolo If I Could Turn Back Time. Nel video la cantante è a bordo della nave americana USS Missouri, indossando un perizoma, delle calze a rete e un giubbotto di pelle. Il video fu uno dei primi videoclip censurati da MTV, anche se, a causa della sua popolarità, l'emittente lo metteva in onda solo dopo le 9 di sera.
Cher ha inoltre ispirato molte celebrità, come Britney Spears, Beyoncé, Tracy Chapman e Lady Gaga.

## Discografia
- 1965 – All I Really Want to Do
- 1966 – The Sonny Side of Chér
- 1966 – Cher
- 1967 - With Love, Chér
- 1968 – Backstage
- 1969 – 3614 Jackson Highway
- 1971 – Gypsys, Tramps & Thieves
- 1972 – Foxy Lady
- 1973 – Bittersweet White Light
- 1974 – Half-Breed
- 1974 – Dark Lady
- 1975 – Stars
- 1976 – I'd Rather Believe in You
- 1977 – Cherished
- 1979 – Take Me Home
- 1979 – Prisoner
- 1980 – Black Rose
- 1982 – I Paralyze
- 1987 – Cher
- 1989 – Heart of Stone
- 1991 – Love Hurts
- 1995 – It's a Man's World
- 1998 – Believe
- 2000 – Not com.mercial
- 2001 – Living Proof
- 2010 – Burlesque
- 2013 – Closer to the Truth
- 2018 – Dancing Queen
- 2023 – Christmas

## Tournée
- 1979/81 – Cher in Concert
- 1989/90 – Heart of Stone Tour
- 1992 – Love Hurts Tour
- 1999/00 – Do You Believe? Tour
- 2002/05 – Living Proof: The Farewell Tour
- 2014 – Dressed to Kill Tour
- 2018/19 – Here We Go Again Tour

### Residency show
- 1979/82 – A Celebration at Caesars Palace
- 2008/11 – Cher
- 2017/20 – Classic Cher

## Filmografia

### Attrice

#### Cinema
- Wild on the Beach, regia di Maury Dexter (1965)
- Good Times, regia di William Friedkin (1967)
- The Young Animals, regia di Maury Dexter (1968) - non accreditata
- Chastity, regia di Alessio de Paola (1969)
- Jimmy Dean, Jimmy Dean (Come Back to the Five and Dime, Jimmy Dean, Jimmy Dean), regia di Robert Altman (1982)
- Silkwood, regia di Mike Nichols (1983)
- Dietro la maschera (Mask), regia di Peter Bogdanovich (1985)
- Le streghe di Eastwick (The Witches of Eastwick), regia di George Miller (1987)
- Suspect - Presunto colpevole (Suspect), regia di Peter Yates (1987)
- Stregata dalla luna (Moonstruck), regia di Norman Jewison (1987)
- Sirene (Mermaids), regia di Richard Benjamin (1990)
- I protagonisti (The Player), regia di Robert Altman (1992)
- Prêt-à-Porter, regia di Robert Altman (1994)
- Infedeli per sempre (Faithful), regia di Paul Mazursky (1996)
- Un tè con Mussolini (Tea with Mussolini), regia di Franco Zeffirelli (1999)
- Fratelli per la pelle (Stuck on You), regia dei fratelli Farrelly (2003)
- Burlesque, regia di Steve Antin (2010)
- Mamma Mia! Ci risiamo (Mamma Mia! Here We Go Again), regia di Ol Parker (2018)

#### Televisione
- Organizzazione U.N.C.L.E. (The Man from U.N.C.L.E) – serie TV, episodio 3x25 (1967)
- Tre vite allo specchio (If These Walls Could Talk), regia di Nancy Savoca – film TV (1996)
- Will & Grace – serie TV, episodi 3x07-4x27 (2000-2002)

### Doppiatrice
- Speciale Scooby (The New Scooby-Doo Movies) – serie animata, episodio 1x08 (1972)
- Il signore dello zoo (Zookeeper), regia di Frank Coraci (2011)
- Home - Le avventure di Tip e Oh (Home: Adventures with Tip & Oh) – serie animata (2017)

## Videografia
- 1991 - Cherfitness - A New Attitude
- 1992 - Cherfitness - Body Confidence
- 1992 - Extravaganza: Live at the Mirage
- 1993 - The Video Collection
- 1999 - Live in Concert
- 2003 - Cher: The Farewell Tour
- 2004 - The Very Best of Cher - The Video Hits Collection
- 2005 - Live at the Mirage

## Riconoscimenti
- Advertising Age Award
  - 1988 – Premio "Cover Derby"
- American Guild of Variety Artists Award
  - 1972 – Gruppo musicale dell'anno come Sonny & Cher
  - 1973 – Artista dell'anno
  - 1974 – Artista dell'anno
- Alliance of Women Film Journalists
  - 2010 – Premio "Perseveranza"
- Amadeus Austrian Music Awards
  - 2000 – Candidatura come miglior artista internazionale
- American Comedy Awards
  - 1988 – Candidatura come attrice protagonista più divertente per Stregata dalla luna
- American Music Award
  - 2000 – Candidatura come miglior artista adult contemporary
  - 2003 – Candidatura come miglior artista adult contemporary
  - 2003 – Candidatura come artista internazionale dell'anno
- AmfAr Award
  - 2015 – Premio "Miglior ispirazione"
- Anděl Awards
  - 1999 – Miglior artista femminile straniera
- Armenia Music Awards
  - 2008 – Premio "Legend"
  - 2014 – Candidatura al premio "Legend"
- ARTISTdirect Online Music Awards
  - 1999 – Candidatura come miglior artista femminile
- Attitude Award
  - 2013 – Premio "Legend"
- Australian LGBT+ Award
  - 2018 – Candidatura come icona internazionale
- BAFTA Awards
  - 1985 – Candidatura come miglior attrice non protagonista per Silkwood
  - 1989 – Candidatura come miglior attrice protagonista per Stregata dalla luna
- Bambi Award
  - 2001 – Artista pop internazionale
- Billboard Music Awards
  - 1999 – Candidatura come miglior artista femminile
  - 1999 – Candidatura come artista femminile dell'anno
  - 1999 – Singolo dell'anno per Believe
  - 2002 – Artista dance dell'anno
  - 2017 – Icona dell'anno
- Blockbuster Entertainment Awards
  - 2000 – Artista pop preferita
- Bravo Otto
  - 1966 – Candidatura come miglior gruppo musicale come Sonny & Cher
  - 1967 – Candidatura come miglior gruppo musicale come Sonny & Cher
  - 1972 – Candidatura come miglior cantante pop femminile
  - 1988 – Candidatura come miglior attrice cinematografica per Stregata dalla luna
  - 1991 – Miglior cantante pop femminile
  - 1991 – Candidatura come cantante più bella
  - 1991 – Candidatura come miglior attrice cinematografica per Sirene
  - 1991 – Candidatura come miglior vinile per Love Hurts
  - 1991 – Candidatura come miglior show live per il Love Hurts Tour
  - 1992 – Candidatura come miglior cantante pop femminile
  - 1992 – Candidatura come miglior vinile per Love Hurts
  - 1992 – Candidatura come miglior show live per il Love Hurts Tour
- British LGBT Award
  - 2016 – Candidatura come icona globale
- CableACE Awards
  - 1983 – Miglior performance per Cher in Concert
- California Music Awards
  - 2000 – Candidatura come miglior artista vocale femminile
- CFDA Fashion Awards
  - 1999 – Miglior influenza nella moda
- Chita Rivera Award
  - 2019 – Premio "Ambasciatrice per le arti dello spettacolo"
- CinEuphoria Award
  - 2020 – Premio alla carriera
- Creem Magazine Awards
  - 1977 – Candidatura come coppia dell'anno (insieme a Gregg Allman)
- Critics' Choice Documentary Awards
  - 2017 – Candidatura come miglior canzone da un documentario per Prayers for This World
- Critics' Choice Movie Awards
  - 2011 – Candidatura come miglior canzone originale per You Haven't Seen the Last of Me
- Danish Music Awards
  - 1999 – Miglior hit internazionale per Believe
- David di Donatello
  - 1988 – Miglior attrice straniera per Stregata dalla luna
- Disc Magazine Award
  - 1971 – Premio "disco d'argento" per il singolo Gypsys, Tramps & Thieves
- Discomania Magazine Award
  - 1966 – Candidatura come miglior duo pop straniero come Sonny & Cher
- Drama League Award
  - 2019 – Candidatura come miglior musical Broadway o Off-Broadway per The Cher Show
- ECHO Award
  - 1992 – Miglior artista femminile internazionale
  - 1993 – Candidatura come miglior artista femminile internazionale
  - 2000 – Miglior artista femminile internazionale
- Expodisc Award
  - 1972 – Candidatura al premio "Superstar"
- Festival di Cannes
  - 1985 – Miglior attrice per Dietro la maschera
- Focus on Video Awards
  - 1992 – Miglior video tutorial per Cher Fitness: A New Attitude
  - 1993 – Miglior video tutorial per Cher Fitness: Body Confidence
- Fonogram Awards
  - 2000 – Album pop straniero dell'anno per Believe
- Fragrance Foundation Award
  - 2020 – Miglior fragranza femminile per Cher Eau de Couture
- Girls' Choice Awards
  - 2019 – Candidatura come miglior icona musicale
- GLAAD Media Award
  - 1998 – Premio "Vanguard"
- Glamour Award
  - 2010 – Donna dell'anno
- Golden Apple Awards
  - 1988 – Candidatura come artista femminile dell'anno
- Golden Globe
  - 1974 – Miglior attrice in una serie comica o musicale per The Sonny & Cher Comedy Hour
  - 1983 – Candidatura come miglior attrice non protagonista per Jimmy Dean, Jimmy Dean
  - 1984 – Miglior attrice non protagonista per Silkwood
  - 1986 – Candidatura come miglior attrice protagonista in un film drammatico per Dietro la maschera
  - 1988 – Miglior attrice protagonista in un film comico o musicale per Stregata dalla luna
  - 1997 – Candidatura come miglior attrice non protagonista in una serie o film per la televisione per Tre vite allo specchio
- Grammy Award
  - 1966 – Candidatura come miglior artista esordiente come Sonny & Cher
  - 1972 – Candidatura come miglior performance pop vocale femminile per Gypsys, Tramps & Thieves
  - 1972 – Candidatura come miglior performance pop di un duo o gruppo per All I Need Is You
  - 2000 – Candidatura come registrazione dell'anno per Believe
  - 2000 – Miglior registrazione dance / elettronica per Believe
  - 2000 – Candidatura come miglior album pop vocale per Believe
  - 2004 – Candidatura come miglior registrazione dance / elettronica per Love One Another
- Hasty Pudding Theatricals Award
  - 1985 – Donna dell'anno
- Hit Awards
  - 1999 – Candidatura come artista internazionale dell'anno
- Hollywood Music in Media Awards
  - 2017 – Candidatura come miglior canzone originale da un documentario per Prayers for This World
- Houston Film Critics Society Award
  - 2010 – Candidatura come miglior canzone originale per You Haven't Seen the Last of Me
- International Dance Music Awards
  - 1999 – Miglior registrazione dance per Believe
- International Documentary Association
  - 2017 – Miglior documentario per Edith+Eddie
- IRMA Music Awards
  - 1992 – Miglior artista internazionale
- Ivor Novello Awards
  - 1999 – Hit internazionale dell'anno per Believe
  - 1999 – Miglior canzone per Believe
  - 1999 – Migliori vendite nel Regno Unito per Believe
- Jupiter Award
  - 1985 – Candidatura come miglior attrice internazionale per Dietro la maschera
  - 1988 – Candidatura come miglior attrice internazionale per Stregata dalla luna
- Kansas City Critics Film Circle
  - 1987 – Miglior attrice per Stregata dalla luna
- Kennedy Center Honors
  - 2018 – Premio "Kennedy Center"
- KRLA Beat Awards
  - 1966 – Miglior duo musicale come Sonny & Cher
  - 1966 – Miglior artista femminile
  - 1966 – Miglior nuova artista femminile
- Las Vegas Award
  - 1988 – Candidatura come miglior musicista femminile
- Las Vegas Review-Journal Awards
  - 2010 – Miglior performer internazionale
  - 2011 – Miglior cantante
  - 2017 – Candidatura come miglior performer internazionale
  - 2018 – Candidatura come miglior performer internazionale
- Los Angeles Music Awards
  - 1992 – Miglior cantante pop femminile
- LOS40 Music Awards
  - 2010 – Premio alla carriera
- Lunas del Auditorio
  - 2005 – Candidatura come miglior cantante pop straniera
- MAMA Award
  - 1999 – Candidatura come miglior artista internazionale
- Melody Maker Award
  - 1967 – Candidatura come miglior cantante femminile internazionale
- Midem's Dance d'Or
  - 1999 – Miglior singolo per Believe
- MOA Jukebox Award
  - 1972 – Artista dell'anno come Sonny & Cher
- MTV O Music Awards
  - 2011 – Candidatura come artista più seguita su Twitter
- MTV Video Music Awards
  - 1988 – Candidatura come miglior video di un'artista femminile per I Found Someone
  - 1999 – Candidatura come miglior video dance per Believe
- Music Control Airplay Awards
  - 1999 – Artista internazionale più ascoltato
- NARM Awards
  - 1966 – Candidatura come artista femminile più promettente
  - 1966 – Candidatura come miglior gruppo statunitense come Sonny & Cher
  - 1967 – Candidatura come artista femminile più promettente
- Nastro d'argento
  - 1988 – Miglior attrice straniera per Stregata dalla luna
- National Society of Film Critics Awards
  - 1984 – Candidatura come miglior attrice non protagonista per Silkwood
- New Mexico Film Critics Award
  - 2017 – Candidatura come miglior canzone originale per Prayers for This World
- New York Festivals Award
  - 2022 – Miglior documentario per Cher & the Loneliest Elephant
- New York Film Critics Circle Awards
  - 1983 – Candidatura come miglior attrice non protagonista per Silkwood
- Nickelodeon Kids' Choice Awards
  - 1990 – Candidatura come musicista femminile preferita
- NME Awards
  - 1965 – Candidatura come miglior cantante femminile internazionale
  - 1965 – Candidatura come miglior gruppo musicale internazionale come Sonny & Cher
  - 1966 – Candidatura come miglior cantante femminile internazionale
  - 1966 – Candidatura come miglior gruppo musicale internazionale come Sonny & Cher
  - 1967 – Candidatura come miglior cantante femminile internazionale
  - 1971 – Candidatura come miglior cantante femminile internazionale
- NRJ Music Awards
  - 2000 – Candidatura come artista femminile internazionale dell'anno
  - 2000 – Candidatura come canzone internazionale dell'anno per Believe
  - 2000 – Candidatura come album internazionale dell'anno per Believe
- Online Film & Television Association
  - 2000 – Miglior performer in uno spettacolo, varietà o speciale televisivo per Cher in Concert
  - 2019 – Candidatura come miglior addattamento musicale per Fernando
- People's Choice Awards
  - 1976 – Candidatura come miglior performer televisiva
  - 1976 – Candidatura come miglior artista internazionale
  - 1988 – Candidatura come miglior attrice cinematografica per Le streghe di Eastwick e Stregata dalla luna
  - 1989 – Miglior star internazionale
  - 1990 – Candidatura come miglior artista internazionale
  - 1991 – Candidatura come miglior artista internazionale
  - 2019 – Candidatura come miglior tour musicale per l'Here We Go Again Tour
- Pollstar Awards
  - 2003 – Candidatura come tour musicale dell'anno per il Living Proof: The Farewell Tour
- Pop Music Survey Awards
  - 1974 – Candidatura come artista femminile dell'anno
  - 1974 – Candidatura come registrazione dell'anno per Half-Breed
  - 1975 – Candidatura come artista femminile dell'anno
- Premio Emmy
  - 1972 – Candidatura come miglior programma varietà / musicale televisivo per The Sonny & Cher Comedy Hour
  - 1973 – Candidatura come miglior programma varietà / musicale televisivo per The Sonny & Cher Comedy Hour
  - 1974 – Candidatura come miglior programma varietà / musicale televisivo per The Sonny & Cher Comedy Hour
  - 2000 – Candidatura come miglior performance individuale in un programma musicale per Cher in Concert
  - 2003 – Miglior speciale televisivo comico, musicale o di varietà per The Farewell Tour
- Premio Oscar
  - 1984 – Candidatura come miglior attrice non protagonista per Silkwood
  - 1988 – Miglior attrice per Stregata dalla luna
- Premios Amigo
  - 1999 – Miglior artista solista femminile internazionale
  - 1999 – Miglior album internazionale per Believe
- Premios Ondas
  - 2001 – Premio alla carriera
- Queerty Awards
  - 2019 – Candidatura al premio "Badass"
  - 2019 – Candidatura come miglior inno queer per Gimme! Gimme! Gimme! (A Man After Midnight)
- Quigley Publication Awards
  - 1974 – Candidatura come miglior cantante femminile
  - 1974 – Candidatura come miglior duo comico per Sonny & Cher
  - 1974 – Candidatura come miglior programma varietà per The Sonny & Cher Comedy Hour
  - 1974 – Candidatura come miglior programma musicale per The Sonny & Cher Comedy Hour
- Razzie Awards
  - 2011 – Candidatura come peggior attrice non protagonista per Burlesque
- Record Mirror Awards
  - 1966 – Candidatura come miglior cantante internazionale
  - 1966 – Candidatura come miglior stile
  - 1966 – Candidatura come miglior singolo internazionale per I Got You Babe
  - 1967 – Candidatura come miglior cantante internazionale
  - 1967 – Candidatura come miglior gruppo internazionale come Sonny & Cher
  - 1972 – Candidatura come miglior cantante internazionale
  - 1972 – Candidatura come miglior gruppo internazionale come Sonny & Cher
- The Record of the Year
  - 1998 – Candidatura come registrazione dell'anno per Believe
- Record World Awards
  - 1965 – Miglior registrazione per I Got You Babe
  - 1965 – Miglior duo musicale come Sonny & Cher
  - 1965 – Duo musicale più promettente come Sonny & Cher
  - 1966 – Candidatura come miglior cantante femminile
  - 1966 – Miglior duo musicale come Sonny & Cher
  - 1968 – Candidatura come miglior cantante femminile
  - 1971 – Candidatura come miglior cantante femminile
  - 1971 – Candidatura come miglior duo musicale come Sonny & Cher
  - 1972 – Candidatura come miglior cantante femminile
  - 1972 – Candidatura come miglior duo musicale come Sonny & Cher
  - 1973 – Candidatura come miglior registrazione per Half-Breed
  - 1973 – Candidatura come miglior cantante femminile
  - 1974 – Candidatura come miglior cantante femminile
- Rockbjörnen
  - 1998 – Canzone straniera dell'anno per Believe
- Sant Jordi Awards
  - 1989 – Candidatura come miglior attrice straniera per Stregata dalla luna
- Satellite Award
  - 1997 – Candidatura come miglior attrice non protagonista in una serie, miniserie o film per la televisione per Tre vite allo specchio
  - 2010 – Miglior canzone originale per You Haven't Seen the Last of Me
  - 2017 – Candidatura come miglior canzone originale per Prayers for This World
- Shidurei Israel Radio Awards
  - 1975 – Miglior cantante femminile
- Shorty Awards
  - 2016 – Candidatura come miglior cantante sui social network
  - 2017 – Candidatura come miglior cantante sui social network
- Silver State Award
  - 2017 – Candidatura come intrattenitrice dell'anno
- Smash Hits Poll Winners Party
  - 1991 – Candidatura come miglior artista solista internazionale
  - 1991 – Candidatura come miglior vinile per Love Hurts
  - 1991 – Candidatura come miglior video musicale pop per The Shoop Shoop Song (It's in His Kiss)
- Spirit of Katharine Hepburn Awards
  - 2020 – Premio "Katharine Hepburn"
- TMF Awards
  - 1999 – Candidatura come miglior artista femminile straniera
  - 1999 – Candidatura come miglior singolo straniero per Believe
- US Magazine Annual Readers' Poll Awards
  - 1982 – Candidatura come star della televisione dell'anno
  - 1988 – Star della televisione più sexy
- Vegas Magazine Awards
  - 1981 – Performer femminile dell'anno
- VSDA Awards
  - 1992 – Premio fitness e salute per il video Cher Fitness: A New Attitude
- White Party Palm Springs Awards
  - 2014 – Premio "Icona"
- Women in Film Crystal + Lucy Awards
  - 2000 – Premio "Lucy"
- World Music Award
  - 1999 – Premio per il suo contributo nell'industria musicale
  - 2014 – Candidatura come miglior artista femminile
  - 2014 – Candidatura come miglior artista dal vivo
  - 2014 – Candidatura come intrattenitrice dell'anno
  - 2014 – Candidatura come miglior album per Closer to the Truth
  - 2014 – Candidatura come miglior canzone per Woman's World
  - 2014 – Candidatura come miglior video musicale per Woman's World
- World Soundtrack Award
  - 2010 – Candidatura come miglior canzone originale per You Haven't Seen the Last of Me
- WLS Radio Hit Parade Awards
  - 1968 – Miglior artista femminile
  - 1968 – Migliori duetti come Sonny & Cher
- Your Choice For The Film Awards
  - 1986 – Miglior attrice per Dietro la maschera
- Žebřík Music Awards
  - 1993 – Candidatura come miglior artista femminile internazionale

## Doppiatrici italiane
Nelle versioni in italiano dei suoi lavori, Cher è stata doppiata da:
- Ludovica Modugno in Dietro la maschera, Le streghe di Eastwick, Stregata dalla luna, Sirene, Tre vite allo specchio, Will & Grace, Burlesque, Mamma Mia! Ci risiamo
- Maria Pia Di Meo in Suspect - Presunto colpevole, Prét-à-Porter, Infedeli per sempre, Un tè con Mussolini
- Sonia Scotti in Jimmy Dean, Jimmy Dean, Fratelli per la pelle
- Anna Rita Pasanisi in Silkwood

Come doppiatrice, è sostituita da:
- Rita Savagnone in Il signore dello zoo
- Anna Cugini in Scooby-Doo and Guess Who?

## Profumi
- 1987 – Uninhibited
- 2019 – Eau de Couture